# اولاد بوعشره
اولاد بوعشره (به عربی: أولاد بوعشرة) یک شهرداری در الجزایر است که در استان مدیه واقع شده‌است.